# Jussi Karlgren
Jussi Jerker Karlgren, född den 27 november 1965 i Boo församling, är en svensk språkvetare.

## Biografi
Karlgren gjorde värnplikten vid Tolkskolan. Han tog licentiatexamen 1992 med en avhandling om olika aspekter i dialogen mellan människa och dator, och disputerade år 2000 i datorlingvistik på en avhandling om informationsåtkomst, med Gunnel Källgren som handledare.  Avhandlingen gavs ut i ny utgåva 2005. Han är sedan 2006 docent i språkteknologi vid Helsingfors universitet och har varit adjungerad professor i språkteknologi vid KTH i Stockholm. 
Karlgren har varit forskare i språkteknologi och informationsåtkomst på Swedish Institute of Computer Science (SICS), på textanalysföretaget Gavagai  och på Spotify. 
Karlgren är styrelseledamot i Berättarministeriet , har varit medlem i forskarrådet för Kungliga biblioteket och är ledamot i insynsrådet för Statens Medieråd
.

### Familj
Jussi Karlgren är son till språkvetaren Hans Karlgren.